# El emperador de París
El emperador de París, título original en francés L'Empereur de Paris, es una película francesa de género policial-histórica dirigida por Jean-François Richet y estrenada en 2018 que supone la tercera colaboración entre el director y el actor Vincent Cassel. Está inspirada en el personaje real de Eugène-François Vidocq. La película fue nominada a las candidaturas en los Premios César, como mejor vestuario y mejor decorado.

## Sinopsis
Bajo el imperio de Napoleón, Eugène-François Vidocq, el único hombre que ha conseguido escapar de las mayores penitenciarías del país, es una leyenda de los bajos fondos parisinos. Dado por muerto tras su última gran evasión, el ex-presidiario intenta pasar desapercibido tras el disfraz de un simple comerciante. Sin embargo, su pasado lo persigue y tras ser acusado de un asesinato que no ha cometido, propone un trato al jefe de policía: se une a ellos para combatir a la mafia, a cambio de su libertad. A pesar de sus excelentes resultados, provoca la hostilidad de compañeros del cuerpo así como del hampa, que ha puesto precio a su cabeza.

## Reparto
- Vincent Cassel como Eugène-François Vidocq.
- Freya Mavor como Annette.
- Denis Ménochet como Dubillard.
- August Diehl como Nathanael de Wenger.
- James Thierrée como el duque de Neufchâteau.
- Patrick Chesnais como M. Henry.
- Olga Kurylenko como la baronesa Roxane de Giverny.
- Fabrice Luchini como Joseph Fouché.
- Denis Lavant como Maillard.
- Jérôme Pouly como Courtaux.
- Antoine Basler como Perrin.
- Nemo Schiffman como Charles.
- Frédéric Fix como Pélissier.